# Den omöjliga triangeln

Omöjlig triangel

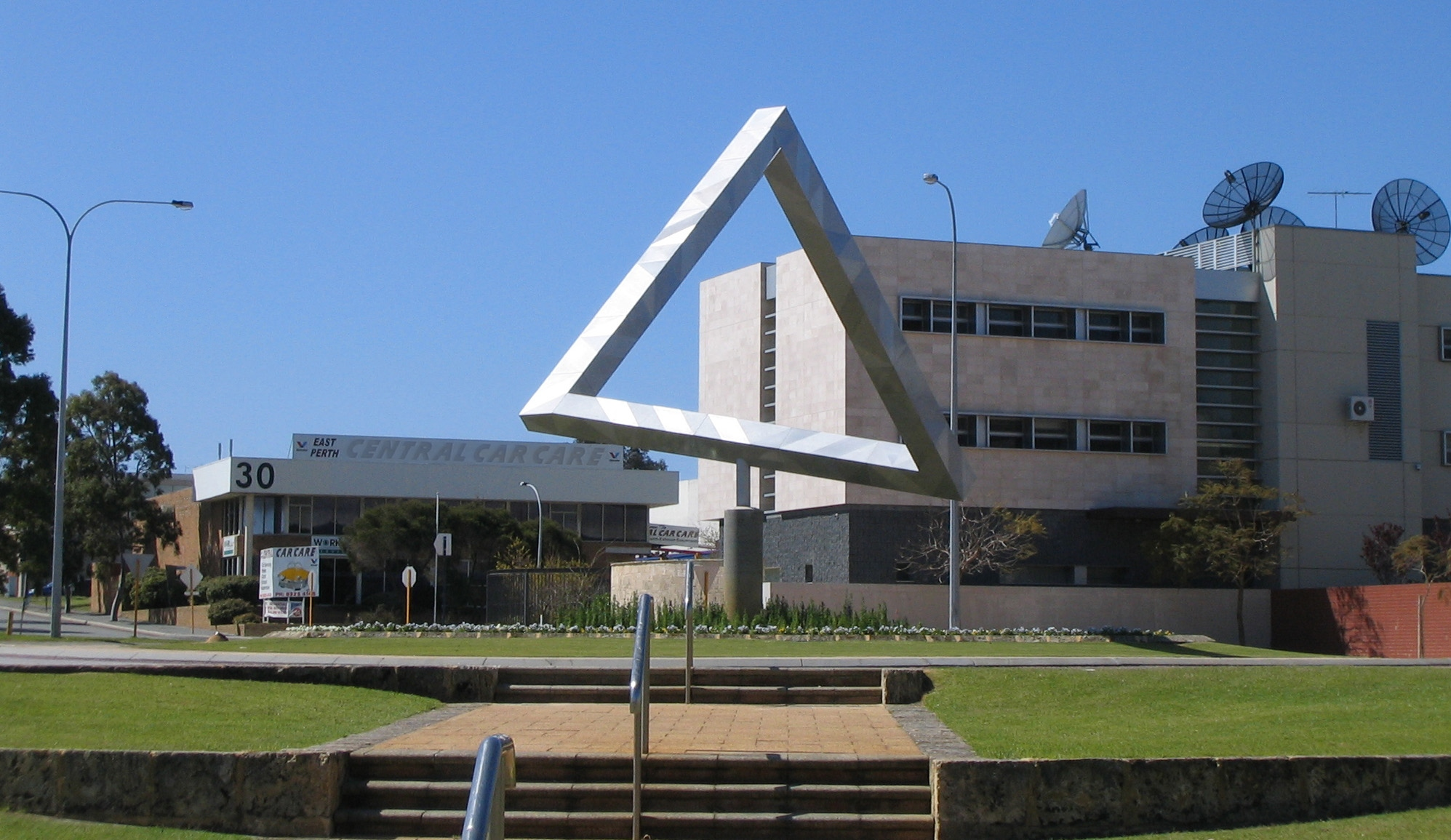
Omöjlig triangelsskulptur, East Perth, Western Australia. Strukturen är egentligen inte sammanhängande, utan är fotograferad från en av de två punkterna som den är designad att observeras från. Mer bilder från andra synvinklar.

Den omöjliga triangeln (även känd som Penroses triangel eller Reutersvärdtriangeln) är en optisk illusion och ett omöjligt objekt. Den skapades av den svenske konstnären Oscar Reutersvärd 1934. Matematikern Roger Penrose populariserade figuren på 1950-talet, genom att beskriva den som "omöjlighet i sin renaste form". Den har också ofta visats i samband med den holländske konstnären M.C. Escher, som ofta använde omöjliga figurer i sin konst.
Den liksidiga triangeln kan upplevas att vara en solid figur, som är gjort av tre raka ben vilka i triangelns hörnsektioner är sammanfogade på ett sätt som enbart är möjligt att åstadkomma i två dimensioner. Om triangelns yta följs ett varv skapas ett möbiusband.
Denna triangel är dock möjlig att skapa i en andra former av optisk illusioner som exempelvis det tredimensionella konstverket i östra Perth i Australien, vars design motsvarar den omöjliga triangeln, under förutsättning att den betraktas från de vinklar som stöder illusionen.
M.C. Eschers litografi vattenfallet visar två sammanbyggda trianglar som skapar en vattenväg i sicksack, vars utlopp ligger högre än dess tillopp. Det vattenfall som denna illusion resulterar i används dessutom som drivkälla till ett vattenhjul, och Escher har hjälpsamt pekat ut att vattenmängden i illusionen inte är statisk, utan måste kompenseras för eventuell avdunstning.
Det finns också en termologisk begreppsförvirring över om den omöjliga triangeln ska definieras som en tvådimensionell beskrivning av ett omöjlig figur eller som en egen omöjlig figur, då det inte finns någon klar filosofisk definition av vad en omöjlig figur är. 

## Andra omöjliga polygoner
Det är möjligt att skapa liknande konstruktioner med andra typer av polygoner, som dock inte får riktigt samma tydliga effekt, då de mer komplexa bilderna istället kan uppfattas som förvrängda utan den starka omöjliga framtoning som den enklare triangeln skapar.

Den omöjliga kvadraten.
Den omöjliga pentagonen.
Den omöjliga hexagonen.